# 薛璘
薛璘（1430年—？），字美玉，山西平陽府蒲州河津縣人，明朝政治人物。進士出身。

## 生平
山西鄉試第六十六名。天順元年（1457年）丁丑科會試第一百三十三名，殿試登進士第三甲第八十九名。歷官山東兗州府知府、萊州府知府，卒於官。

## 家族
曾祖父薛瑞。祖父薛珣。父薛聦。